# Марморео (Савона)
Марморео је насеље у Италији у округу Савона, региону Лигурија.
Према процени из 2011. у насељу је живело 90 становника. Насеље се налази на надморској висини од 371 м.